# Бисеровское сельское поселение (Кировская область)
Бисеро́вское сельское поселение — муниципальное образование в Афанасьевском районе Кировской области. Административный центр — село Бисерово.

## История
Бисеровское сельское поселение образовано 1 января 2006 года в соответствии с Законом Кировской области от 07.12.2004 № 284-ЗО, в него вошли территории бывших Бисеровского и Жарковского сельских округов.
Законом Кировской области от 27 июля 2007 года № 151-ЗО в состав Бисеровского сельского поселения включена территория упразднённого Георгиевского сельского поселения.

## Население
| 2010  | 2012  | 2013  | 2014  | 2015  | 2016  | 2017  |
| ----- | ----- | ----- | ----- | ----- | ----- | ----- |
| 1358  | ↘1309 | ↘1271 | ↗1289 | ↘1250 | ↘1229 | ↘1219 |
| 2018  | 2019  | 2020  | 2021  |       |       |       |
| ↘1203 | ↘1159 | ↘1111 | ↘1076 |       |       |       |

## Состав
В состав поселения входят 30 населённых пунктов (население, 2010):
| - с. Бисерово — 805 чел.; - д. Алёшкины — 45 чел.; - д. Васькино — 8 чел.; - д. Верхняя Нярпа; - д. Володята — 21 чел.; - д. Вышка — 9 чел.; - д. Галанино — 5 чел.; - с. Георгиево — 182 чел.; - д. Головино — 40 чел.; - д. Грибята; | - д. Егоровская — 0 чел.; - д. Елушата — 0 чел.; - д. Жарковы — 162 чел.; - д. Заручей — 0 чел.; - д. Корогово; - д. Матвеевская — 0 чел.; - д. Минькино — 10 чел.; - д. Мироновы; - д. Нижняя Нярпа — 0 чел.; - д. Нопино — 4 чел.; | - д. Петрята — 8 чел.; - п. Пограничный — 10 чел.; - д. Сабурово — 0 чел.; - д. Селезнёвы — 6 чел.; - д. Стёпины — 5 чел.; - д. Тебеньково — 4 чел.; - д. Турушёвы — 11 чел.; - д. Шабаршата — 0 чел.; - д. Шмырята — 0 чел.; - д. Щукино — 16 чел. |

## Экономика
Муниципальное образование является наиболее развитым в экономическом отношении в Афанасьевском районе.
По данным 2010 года, на территории муниципального образования работают три сельскохозяйственных кооператива, 20 индивидуальных предпринимателей, 4 из которых обладают неплохой производственной базой, 2 крестьянско-фермеских хозяйства, одно предприятие среднего бизнеса (заготовка и переработка древесины, торговля продовольственными и промышленными товарами), одно предприятие малого бизнеса. На территории поселения расположены следующие учреждения социальной сферы: Бисеровская средняя школа, поликлиника, геронтологическое отделение, детский сад, дом культуры, библиотека, сельские клубы в с. Георгиево и д. Жарковы, начальная школа в д. Жарковы, 2 фельдшерско-акушерских пункта, аптека; 6 магазинов Афанасьевского райпо, 1 магазин ООО «Ритм», 2 частных магазина. На территории поселения активно ведется жилищное строительство, мужское население поселения трудоустроено преимущественно на предприятиях по переработке древесины .
Территория поселения в своё время была описана в мемуарной работе В. Г. Короленко «История моего современника» (1905—1921 гг.)